# هویتون
هویتون (به انگلیسی: Huyton) یک شهرک در بریتانیا است که در کلان‌شهر مستقل نوزلی واقع شده‌است. هویتون ۳۳٬۱۹۳ نفر جمعیت دارد.